# Liste der Bischöfe von Laon
Die folgenden Personen waren Bischöfe von Laon (Frankreich):

Das Wappen der Bischöfe von Laon.

- Genebaud I. oder Guénebauld (499–550)
- Latro (550–570)
- Gondulphe
- Elinand I. oder Ebreling
- Robert I.
- Chagnoald (627–638) (Burgundofarones)
- Attole oder Attila
- Vulfadus
- Serulphe († 681)
- Peregrin
- Madalgar/Madalgaire (ca. 682–713)
- Liutwin
- Sigoald
- Bertifrid
- Madelvin
- Genebaud II. (ca. 744)
- Bernicon (ca. 766)
- Gerfrid (774–799)
- Wenilon I. oder Ganelon (800–813)
- Wenilon II.
- Egilo
- Ranfrid
- Sigebod
- Ostroald
- Simon († 847)
- Pardule (848–856)
- Hincmar le Jeune (858–871)
- Hedenulphe (876–???)
- Didon (886–895)
- Rudolf († 921)
- Adelelm oder Alleaume (921–930)
- Gosbert († 932)
- Ingramme († 936)
- Raoul (936–949)
- Roricon (949–976), unehelicher Sohn von Karl III.
- Adalbero (977–1030) (Wigeriche)
- Elinand (1052–1098)
- Enguerrand († 1104)
- Gaudry († 1112)
- Hugo (1112–1113)
- Barthelemy de Vir (1114–1150)
- Walter von Saint-Maurice (1151–1155)
- Walter von Mortagne (1155–1174)
- Roger de Rosoy (1175–1207)
- Renaud Surdelle (1207–1210)
- Robert de Châtillon (1210–1215)
- Anselme de Mauny (1215–1238)
- Garnier (1238–1248)
- Ithier de Mauny (1248–1261)
- Guillaume des Moustiers (1262–1269)
- Geoffroy de Beaumont (1270–1279)
- Guillaume de Châtillon (1280–1285)
- Robert de Thorotte (1285–1297) (Haus Thorotte)
- Gazon de Savigny (1297–1307)
- Raoul Rousselet (1317–1325)
- Albert de Roye (1326–1336)
- Roger d’Armagnac (1336–1339)
- Hugues d’Arcy (1339–1351)
- Robert Le Coq (1351–???)
- Geoffroi Le Maingre (1363–1370)
- Pierre Aycelin de Montaigut (1370–1386)
- Jean de Roucy (1386–1419) (Haus Pierrepont)
- Guillaume II. de Champeaux (1420–†1444)
- Jean Juvénal des Ursins (1444–1449)
- Antoine Crespin (1449–1460)
- Jean de Gaucourt (1460–†1468)
- Karl von Luxemburg (1472–†1509)
- Louis de Bourbon-Vendôme (1510–1552)
- Jean Doc (1552–1564)
- Jean de Bours (1564–†1580)
- Valentin Douglas (1580–†1598)
- Geoffroy de Billy (1598–†1612)
- Benjamin de Brichanteau (1612–†1619)
- Philibert de Brichanteau (1620–†1652)
- César d’Estrées (1655–1681)
- Jean III. d’Estrées (1681–1694)
- Louis Annet de Clermont de Chaste de Roussillon (1694–1721)
- Charles de Saint Albin (1721–1723)
- Henri François-Xavier de Belsunce-Castelmoron (1723)
- Etienne Josephe de la Fare (1723–1741)
- Jean-François-Joseph Rochechouart de Faudoas (1741–1777)
- Louis Hector Honoré Maxime de Sabran